# Живко Кожухаров
Живко Кожухаров е български художник.

## Биография
Живко Кожухаров е роден 1959 г. в Карнобат. Живее и работи като учител по изобразително изкуство и художник в Бургас.
Автор е на 15 самостоятелни изложби, с много участия в групата на бургаските художници на учителите-художници. Работи 26 години в СОУ „Йордан Йовков“ – Бургас като учител по изобразително изкуство. След завършването на Югозападен университет „Неофит Рилски“ – Благоевград специализира изобразително изкуство при доц. Драган Немцов.
Живко Кожухаров е племенник на бургаския художник Слави Кожухаров.
Своята популярност дължи на умението си да работи с цвят, на подбора на тематика и на професионалния подход при работа с деца и възрастни.
Картини на художника са експонирани в редица галерии в България и чужбина.
Кожухаров развива школа за изобразително изкуство „Кожухаров“ – място за среща на деца и възрастни с изобразително изкуство, за подготовка за кандидатстване в средните и висши училища и университети.

## Изяви
| Самостоятелни изложби - Френски културен център – Бургас – 1994 г. - Галерия „Румяна“ – с Митко Иванов и Радостин Начев - Галерия „България“ – 1996 г. - Галерия „Бенчо Обрешков“ – Карнобат – 1997 г. - Галерия „Балконъ“ – карикатура – 1997 г. - Галерия „Пеликан“ – х-л България – 1998 г. - Къща музей „Димитър Полянов“ – акварел – Карнобат – 2003 г. - Музей Карнобат – юбилейна изложба 2009 г. - „Близо до морето“ – 2012 г. Карнобат - Галерия „Арт стил“ – малък формат 2012 г. - „Тя и той“ – галерия „Поморие“ 2013 г. - Констанц, Германия – 2014 г. | Участие в карикатурни изложби - Сент Жуст Ле Мартен – 1997 г. – Франция - Токио, Япония – 2000 г. - Белгия – 1998 г. - Анкара – 2000 г. – изложба „Тоталитаризъм“ Участие в общи изложби - Дружество на художниците – Бургас 2002, 2003 г. - Зала на архитектите – Бургас и Велико Търново – учители по изобразително изкуство 1988/2003 г. - Учители художници – Бургас 2003 г. Пленери - Враца – 1987 г. - Бергама, Турция – 2009 г. - Охрид, Република Македония – 2015 г. |